# Boston Blackie's Little Pal
Boston Blackie's Little Pal er en amerikansk stumfilm fra 1918 af E. Mason Hopper.

## Medvirkende
- Bert Lytell som Boston Blackie
- Rhea Mitchell som Mary
- Rosemary Theby som Mrs. Wilmerding
- Joey Jacobs
- Howard Davies som Donald Lavalle